# Алексеево (Андреапольский район)
Алексеево — деревня в Андреапольском районе Тверской области. Входит в состав Андреапольского сельского поселения.

## География
Деревня расположена на берегу реки Тростянка у автодороги 28К-0001 «Москва — Рига» (Андреаполь — Пено — Хитино) в 15 километрах на юг от административного центра района — города Андреаполь. Приблизительно в 1,5 километрах на юг расположена деревня Скреты, в 4 километрах на северо-запад — деревня Лубенькино.

## Население
| 2002 | 2010 |
| ---- | ---- |
| 0    | →0   |